# 김장군
김장군(金將君, 1982년 7월 31일 ~ )는 대한민국의 개그맨으로 2010년에 KBS 공채 개그맨 25기로 데뷔하였다.

## 학력
- 전남과학대학교

## 출연 작품
- 《개그콘서트》 (KBS2)

〈감수성〉
〈발레리NO〉
〈극과극〉
〈어제 온 관객 오늘 또 왔네〉
〈엑스트라〉
〈달라스〉
〈방송과의 전쟁〉
〈체포왕〉
〈핑크 레이디〉
〈버티고〉
〈월드 워 좀비〉
〈좀비 프로젝트〉
〈선배, 선배!〉귀요미 역
〈알포인트〉
〈민상토론〉
〈진지록〉
〈초능력자〉
〈왜딩〉
〈빼박캔트〉박소라의 남자친구 역
〈님아 그 강을 건너지 마오〉경찰 역
〈창과 방패〉
〈욜로 민박〉투숙객 역
〈봉숭아 학당〉또또 아저씨 역
- 《개승자》 [(KBS2)

### 공연
- <심형래 유랑극단> 김포졸 역
- <심형래쇼> 김포졸 역

### 드라마
- 2011년 KBS2 《강력반》 - 사채업자 역

### 유행어
- 개그콘서트
  - 정신 바짝 차리자! (빼박캔트)
  - 정신 똑바로 차렸는데!! (빼박캔트)
  - 어? XX(음식류)다! (욜로 민박)
- 《한판만 시즌 3》 (온게임넷)

## 수상
- 2011년 제5회 Mnet 20's Choice 핫 개그종결자상